# 大河正明
大河 正明（おおかわ まさあき、1958年5月31日 - ）は、一般社団法人SVリーグ代表理事（チェアマン）、びわこ成蹊スポーツ大学特別招聘教授・運営アドバイザー。
これまで、公益財団法人日本バスケットボール協会 (JBA) 専務理事・事務総長、一般社団法人ジャパン・プロフェッショナル・バスケットボールリーグ (JPBL / B.LEAGUE) 理事長（チェアマン）、公益社団法人日本プロサッカーリーグ（Jリーグ）常務理事）、元公益財団法人日本サッカー協会 (JFA) 理事、びわこ成蹊スポーツ大学学長を務めた。

## 略歴
京都府京都市出身。洛星中学校・高等学校から京都大学法学部へ進み1981年卒業、三菱銀行（後の三菱東京UFJ銀行）に入行。1995年から2年間Jリーグに出向し、一旦は銀行に戻って支店長も務めるなどしたが、2010年に銀行を退社してJリーグに入り、総務部門を担当。管理統括本部長を経て、2012年5月からJリーグ理事、2014年1月からJリーグ常務理事を務める。この間、リーグの将来構想についても担当し、Jリーグクラブライセンス制度の導入やJ3リーグ創設に尽力した。
2015年4月14日、国際バスケットボール連盟 (FIBA) 主導で JBA のガバナンス強化と組織改革を推進している「JAPAN 2024 TASKFORCE」が、日本のバスケットボールの新たなトップカテゴリとなる JPBL の実務責任者となる、JBA事務総長（新設）の候補として大河を推薦することを発表、同年5月13日の臨時理事会で専務理事・事務総長に就任した。タスクフォースのチェアマンを務め、大河のJBA専務理事／事務総長就任と同時にJBA会長に就任した川淵三郎（JFA最高顧問、初代Jリーグチェアマン）からクラブ経営やリーグの規約・規定に関して相談を受けた際、作業がリーグ開幕までに追いつかない懸念を川淵に伝えたところ、川淵が大河のJリーグでの手腕を買って3月30日に電話で直接就任を要請、大河は川淵が村井満Jリーグチェアマンの了解を取り付けることを条件にその場で受諾したという。
ちなみに大河自身も中学・高校時代はバスケットボール部所属で、洛星中時代には全国中学校バスケットボール大会で4強の経験もあった。2015年9月15日のJPBL臨時社員総会および臨時理事会において理事長（B.LEAGUE チェアマン）に選任された。
なお、JBA事務総長就任前にJリーグ常務理事の任は解かれており、Jリーグでは引き続き非常勤の理事に就いていたが、2016年3月9日に開催された（公社）日本プロサッカーリーグ2016年度第1回社員総会をもってJリーグ理事を退任、Jリーグ推薦枠として就いていたJFA理事の職も退いた。
2019年9月26日の定時会員総会及び臨時理事会でチェアマン（代表理事CEO）として3期目の任期に入ることが決議されたが、Bリーグの中期計画における第2フェーズに差し掛かるタイミングとなる2020年6月30日をもって任期途中でチェアマンを退任し、ワーキンググループでの選考を経た後任のチェアマン候補として、Bリーグ副チェアマンで千葉ジェッツふなばし代表の島田慎二を選任したことを公表した。「自分で意識しなくても長くやればやるほど（自分の周囲が）忖度や私に対して物がいえなくなっていくことが世の常」「どんな優秀な経営者でも、まるでオーナー経営者のようになるのは組織がいい方向にいかない。特にスポーツ界はそうなることが少なからずある」と考えたのが退任の最大の理由であるという。
退任後の2020年7月1日からびわこ成蹊スポーツ大学の副学長に就任すると共に、同じ学校法人大阪成蹊学園が運営する大阪成蹊大学に新設されたスポーツイノベーション研究所の所長に就任した。
2021年10月19日、びわこ成蹊スポーツ大学学長に就任。
2022年9月30日、（一社）日本バレーボールリーグ機構（後のジャパンバレーボールリーグ）の副会長（現・バイスチェアマン）に就任。
2024年3月、（一社）ジャパンバレーボールリーグの次期代表理事（チェアマン）候補に内定した。
2024年6月30日、びわこ成蹊スポーツ大学学長を退任。後任は間野義之。7月1日付けで特別招聘教授・運営アドバイザーに就任した。
2024年7月、（一社）SVリーグチェアマン就任。